# Fundación Castelao
La Fundación Castelao, una fundación de carácter privado y declarada de interés gallego, se fundó el 28 de diciembre de 1984 por iniciativa de Ramón Martínez López y Avelino Pousa Antelo con la finalidad de estimular y favorecer la cultura gallega y en especial en los campos en los que se distinguió la figura de Alfonso Daniel Rodríguez Castelao. La fundación tiene su sede en la ciudad de Santiago de Compostela y publica, bajo la coordinación de Henrique Monteagudo, los Cadernos Castelao.
Su primer presidente fue Ramón Martínez López y Teresa Rodríguez Castelao, hermana de Daniel, fue la presidenta de honor hasta su muerte. El actual presidente es Carlos Mella, tras la muerte de Avelino Pousa Antelo en 2012.